# Lijst van Scolecomorphidae
Onderstaand een lijst van alle soorten wormsalamanders uit de familie Scolecomorphidae. De lijst is gebaseerd op Amphibian Species of the World.
- Crotaphatrema bornmuelleri
- Crotaphatrema lamottei
- Crotaphatrema tchabalmbaboensis
- Scolecomorphus kirkii
- Scolecomorphus uluguruensis
- Scolecomorphus vittatus